# Robert Hawkins
Hawkins é um personagem da série televisiva Jericho, interpretado pelo ator britânico Lennie James.
Recém-chegado à cidade, ele logo toma partido em ajudar, nos primeiros momentos após o ataque. 
Visivelmente treinado para a situação, ele alega ser policial e ter recebido treinamento após o 11/09. Com o tempo, descobrimos que há bem mais coisas por trás dessa história, e que Hawkins foi para Jericho sabendo que lá ele e sua família estariam a salvos. Comunicação com o mundo exterior, abertura aos canais de comunicação da NSA, conhecimento de código Morse, tudo leva a crer que ele é um agente, só não se sabe qual o lado que ele escolheu. Quando interrogado, combina com sua filha para mexer no porão, a fim de que seu distintivo do FBI seja encontrado. 
Convence seus filhos e mulher a o ajudarem em suas mentiras, o que fazem a contragosto.[carece de fontes?]